# Strophaeus austeni
Strophaeus austeni là một loài nhện trong họ Barychelidae. Loài này phân bố ờ Brasil.